# Hibiscus zeyheri
Hibiscus zeyheri är en malvaväxtart som beskrevs av Bénédict Pierre Georges Hochreutiner. Hibiscus zeyheri ingår i Hibiskussläktet som ingår i familjen malvaväxter. Inga underarter finns listade i Catalogue of Life.